# Església sufragània de Sant Antoni de Pàdua
L'Església sufragània de Sant Antoni de Pàdua és una església del llogaret de les Irles, al municipi de Riudecols (el Baix Camp), inclosa a l'Inventari del Patrimoni Arquitectònic de Catalunya.

## Descripció
Edifici, més aviat petit, d'una nau amb capelles laterals. Planta rectangular, amb capçalera poligonal. Obra de paredat, amb reforços de carreus i maó. Interior arrebossat, amb sòcol pintat. Cobertes a dues vessants. Torre del campanar als peus, de tres pisos. Darrere del modest edifici, el fossar del poble.

## Història
Antigament la parròquia de les Irles pertanyia a la de Sant Bartomeu de la Quadra dels Tascals. La moderna, dedicada a Sant Antoni de Pàdua, consta almenys des de 1847. En ser absorbit el municipi pel de Riudecols, cap el 1940 la parròquia esdevingué sufragània. A principis de segle ja estava classificada com a "rural de segona classe".